# العلاقات التشيكية التركية
العلاقات التشيكية التركية هي العلاقات الثنائية التي تجمع بين التشيك وتركيا.

## مقارنة بين البلدين
هذه مقارنة عامة ومرجعية للدولتين:
| وجه المقارنة                                              | التشيك                                                                            | تركيا         |
| --------------------------------------------------------- | --------------------------------------------------------------------------------- | ------------- |
| المساحة (كم2)                                             | 78.87 ألف                                                                         | 783.56 ألف    |
| عدد السكان (نسمة)                                         | 10.52 مليون                                                                       | 80.14 مليون   |
| الكثافة السكانية (ن./كم²)                                 | 133.38                                                                            | 102.28        |
| العاصمة                                                   | براغ                                                                              | أنقرة         |
| اللغة الرسمية                                             | اللغة التشيكية                                                                    | اللغة التركية |
| العملة                                                    | كرونة تشيكية، كرونة تشيكوسلوفاكية                                                 | ليرة تركية    |
| الناتج المحلي الإجمالي (بليون دولار)                      | 215.73 مليار                                                                      | 851.10 مليار  |
| الناتج المحلي الإجمالي (تعادل القوة الشرائية) بليون دولار | 356.15 مليار                                                                      | 1.57 تريليون  |
| الناتج المحلي الإجمالي الاسمي للفرد دولار أمريكي          | 17.55 ألف                                                                         | 9.12 ألف      |
| الناتج المحلي الإجمالي للفرد دولار أمريكي                 | 31.19 ألف                                                                         | 19.79 ألف     |
| مؤشر التنمية البشرية                                      | 0.878                                                                             | 0.761         |
| رمز المكالمات الدولي                                      | +420                                                                              | +90           |
| رمز الإنترنت                                              | .cz                                                                               | .tr           |
| المنطقة الزمنية                                           | ت ع م+01:00، ت ع م+02:00، توقيت وسط أوروبا، توقيت وسط أوروبا الصيفي، أوروبا/براغ ‏ | ت ع م+03:00   |

## مدن متوأمة
في ما يلي قائمة باتفاقيات التوأمة بين مدن تشيكية وتركية:
- ترتبط بلزن مع إزمير باتفاقية توأمة منذ 1993.[13][13][13]
- ترتبط براغ مع إسطنبول باتفاقية توأمة منذ 1967.
- ترتبط باردوبيتسه مع جنق قلعة باتفاقية توأمة منذ 1 سبتمبر 1992.[14][15][16][17]

## منظمات دولية مشتركة
يشترك البلدان في عضوية مجموعة من المنظمات الدولية، منها:
| علم المنظمة | اسم المنظمة                               | تاريخ انضمام التشيك | تاريخ انضمام تركيا |
| ----------- | ----------------------------------------- | ------------------- | ------------------ |
|             | المنظمة الأوروبية لسلامة الملاحة الجوية   | 1996                | 1989               |
|             | منظمة الشرطة الجنائية الدولية             | ?                   | ?                  |
|             | الاتحاد البريدي العالمي                   | ?                   | ?                  |
|             | مركز تنسيق الحركة في أوروبا ‏              | ?                   | ?                  |
|             | حلف شمال الأطلسي                          | 12 مارس 1999        | 18 فبراير 1952     |
|             | منظمة التجارة العالمية                    | ?                   | 26 مارس 1995       |
|             | منظمة التعاون الاقتصادي والتنمية          | ?                   | ?                  |
|             | الفريق المعني برصد الأرض                  | ?                   | ?                  |
|             | مجموعة الموردين النوويين                  | ?                   | ?                  |
|             | مؤسسة التنمية الدولية                     | 1993                | 22 ديسمبر 1960     |
|             | اتفاقية السماوات المفتوحة                 | ?                   | ?                  |
|             | منظمة الأمن والتعاون في أوروبا            | 1993                | 25 يونيو 1973      |
|             | الوكالة الدولية للطاقة                    | ?                   | ?                  |
|             | مجلس أوروبا                               | ?                   | 9 أغسطس 1949       |
|             | مؤسسة التمويل الدولية                     | 1993                | 19 ديسمبر 1956     |
|             | منظمة حظر الأسلحة الكيميائية              | ?                   | ?                  |
|             | الأمم المتحدة                             | 19 يناير 1993       | 24 أكتوبر 1945     |
|             | الاتحاد الدولي للاتصالات                  | 1993                | 1866               |
|             | البنك الدولي للإنشاء والتعمير             | 1993                | 11 مارس 1947       |
|             | مجموعة أستراليا                           | 1994                | 2000               |
|             | المركز الدولي لتسوية المنازعات الاستشارية | 22 أبريل 1993       | 2 أبريل 1989       |
|             | وكالة ضمان الاستثمار متعدد الأطراف        | 1993                | 3 يونيو 1988       |
|             | نظام تحكم تكنولوجيا القذائف               | 1998                | 1997               |
|             | يونسكو                                    | 22 فبراير 1993      | 4 نوفمبر 1946      |

## وصلات خارجية
- موقع وزارة الخارجية التشيكية
- موقع وزارة الخارجية التركية